# 40e Legerkorps (Wehrmacht)
Het Duitse 40e Legerkorps (Duits: Generalkommando XXXX. Armeekorps) was een Duits legerkorps van de Wehrmacht tijdens de Tweede Wereldoorlog. Het korps kwam alleen in actie aan het westfront in 1940.

## Krijgsgeschiedenis

### Oprichting
Het 40e Legerkorps werd opgericht op 26 januari 1940 in Wehrkreis X.

### Inzet

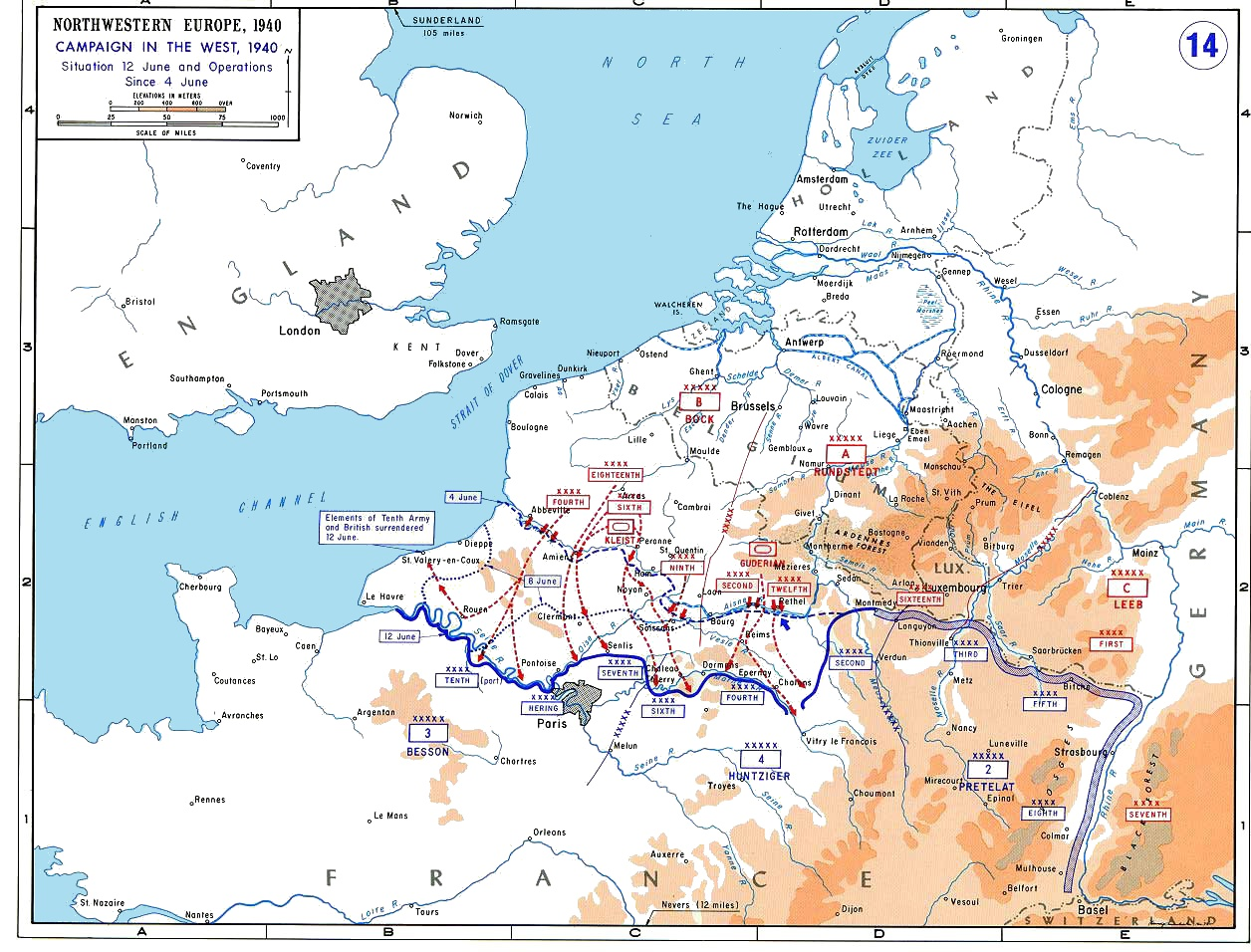
Fall Rot, fase 1

Het korps was bij het begin van de veldtocht in  het Westen, Fall Gelb, reserve van Heeresgruppe A, met onder bevel de 4e, 6e, 9e, 27e, 71e en 73e Infanteriedivisies. Het korps trok achter de snel oprukkende gemotoriseerde korpsen aan richting het westen, vanaf de Eifel, via de Ardennen, de Maas over noordelijk van Charleville-Mézières, de Somme zuidelijk van Saint-Quentin naar Péronne aan de Somme. Hier maakte het korps deel uit van de zuidelijke afsluitingslinie. Op 30 mei beschikte het korps hiervoor over de 33e, 44e en 87e Infanteriedivisies. In fase 1 van Fall Rot, van 4 tot 12 juni, viel het korps aan over de Somme richting het zuiden, langs Compiègne. Op 8 juni 1940 had het korps het bevel over de 44e en 87e Infanteriedivisies. In de fase 2, vanaf 12 juni, trok het korps verder, door/langs de oostzijde van Parijs, via Orléans en Blois naar Poitiers. Daar was het korps ten tijde van de Wapenstilstand van 22 juni 1940. Na deze veldtocht werd het korps overgebracht naar Duitsland. Op 7 september 1940 beschikte het korps daar over de 2e en 9e Pantserdivisies plus de 13e Gemotoriseerde Divisie.

Het 40e Legerkorps werd op 15 september 1940 in Wehrkreis VIII omgevormd tot 40e Gemotoriseerde Korps.

## Bovenliggende bevelslagen
| Leger              | Legergroep     | Plaats/regio         | Begin          | Eind              |
| ------------------ | -------------- | -------------------- | -------------- | ----------------- |
| 12. Armee          | Heeresgruppe B | Westen               | maart 1940     | 23 mei 1940       |
| 4. Armee           | Heeresgruppe B | Westen               | 23 mei 1940    | eind mei 1940     |
| 9. Armee           | Heeresgruppe B | België               | eind mei 1940  | 31 mei 1940       |
| 6. Armee           | Heeresgruppe B | Somme, Loire         | 1 juni 1940    | 9 juni 1940       |
| 18. Armee          | Heeresgruppe B | Somme, Loire         | 10 juni 1940   | juli 1940         |
| BdE                | -              | Heimat (Duitsland)   | juli 1940      | augustus 1940     |
| direct onder bevel | Heeresgruppe B | Generaalgouvernement | september 1940 | 15 september 1940 |

## Commandanten

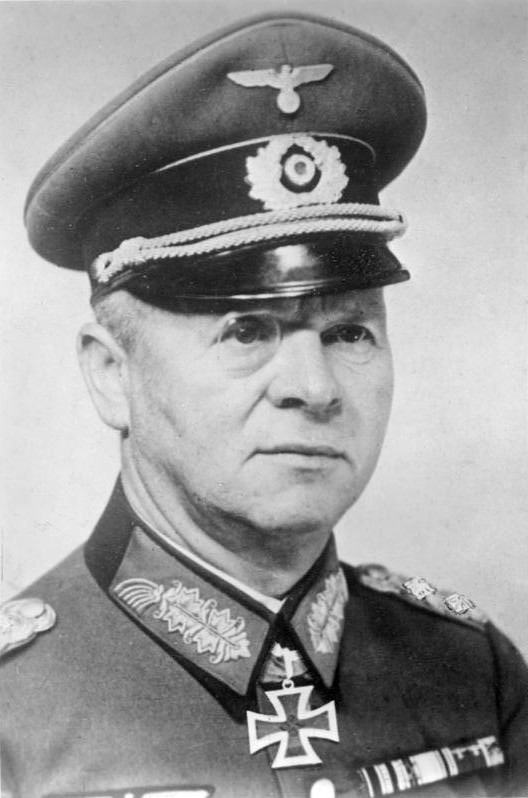
General Georg Stumme

| Rang                                                       | Naam         | Begin           | Eind              |
| ---------------------------------------------------------- | ------------ | --------------- | ----------------- |
| Generalleutnant General der Kavallerie (vanaf 1 juni 1940) | Georg Stumme | 26 januari 1940 | 15 september 1940 |